# 阿基萊·勞倫號

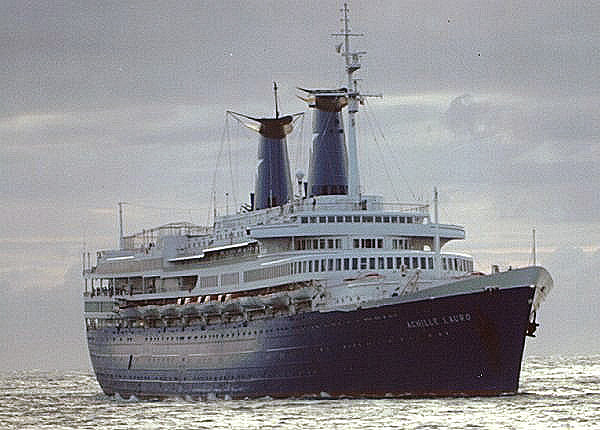
阿基萊·勞倫號客輪

阿基萊·勞倫號（Achille Lauro），舊名威廉·萊斯號，是一艘客輪，最有名的即是1985年的劫船事件。
1938年下訂單建造，1939年船身龍骨於荷蘭弗林西根完成，隸屬鹿特丹航運公司。不過在二次世界大戰時期遭到兩枚炸彈波及而中斷了建造工程，後來一直遲遲繼續展開工程，一直到1946年7月更名為威廉·萊斯方才動工，最後於隔年底完成。處女航在1947年12月2日，船身長度為192公尺、樑柱長25公尺、吃水深度為8.9公尺、船身重21110公噸，可容納900名乘客，船隻有8副Sulzer引擎，2具螺旋槳。1964年，船隻賣給了星際勞倫公司（現在的地中海航海公司下的MSC航遊公司），之後重新命名為阿基萊·勞倫號（義大利那不勒斯的舊市長）。同年，星際勞倫公司收購了阿基萊·勞倫號的姐妹客輪安潔莉娜·勞倫號。後來阿基萊·勞倫號經過大規模的重建以及現代化後，於1966年再次啟航。1994年11月30日，阿基萊·勞倫號正式經由火燒銷毀，並且在三天後沉入海洋之中。奇怪的是，安潔莉娜·勞倫號最後也是一樣經由火燒而銷毀。

## 連結
- 阿基萊·勞倫號歷史 （页面存档备份，存于）